# Ken Hodge junior
Kenneth David „Ken“ Hodge junior (* 13. April 1966 in Windsor, Ontario) ist ein ehemaliger kanadischer Eishockeyspieler britischer Herkunft, der im Verlauf seiner aktiven Karriere zwischen 1984 und 1998 unter anderem 157 Spiele für die Minnesota North Stars, Boston Bruins und Tampa Bay Lightning in der National Hockey League auf der Position des Centers bestritten hat. Sein gleichnamiger Vater Ken Hodge senior war ebenfalls professioneller Eishockeyspieler.

## Karriere
Hodge, dessen gleichnamiger Vater in den 1970er-Jahren zwei Stanley Cups mit den Boston Bruins gewann, spielte zunächst zwischen 1982 und 1984 an der St. John’s Preparatory School, einer High School im US-Bundesstaat Massachusetts. Von dort wechselte er im Sommer 1984 ans Boston College, wo er die folgenden drei Jahre parallel zu seinem Studium für das Universitätsteam in der Hockey East, einer Division im Spielbetrieb der National Collegiate Athletic Association. Gleich in seinem Rookiejahr überzeugte Hodge mit 64 Scorerpunkten und wurde zum Rookie of the Year der Division ernannt. Zudem wurde er im NHL Entry Draft 1984 in der dritten Runde an 46. Position von den Minnesota North Stars aus der National Hockey League ausgewählt. Nach einem von Verletzungen geprägten zweiten Collegejahr knüpfte der Mittelstürmer in seinem dritten Spieljahr wieder an die Leistungen vor seiner verletzungsbedingten Auszeit an und führte die Mannschaft zum Gewinn der Divisionsmeisterschaft im Frühjahr 1987.
Bereits nach seinem dritten Collegejahr wechselte Hodge im Sommer 1987 in den Profibereich, als er einen Vertrag bei den Minnesota North Stars unterzeichnete. Diese setzten den Angreifer in den folgenden drei Jahren aber hauptsächlich in ihrem Farmteam, den Kalamazoo Wings, in der International Hockey League ein, ohne dass ihm in dieser Zeit der dauerhafte Sprung in die NHL gelang. Er absolvierte lediglich fünf Spiele für die North Stars im Verlauf der Spielzeit 1988/89. Erst mit dem Transfer zu den Boston Bruins im August 1990 im Tausch für ein Viertrunden-Wahlrecht im NHL Entry Draft 1992 gelang es Hodge sich einen NHL-Stammplatz im Ex-Team seines Vaters zu erarbeiten. Der Stürmer überzeugte gleich mit 59 Scorerpunkten – darunter 30 Tore – in 70 Einsätzen, die ihm eine Nominierung für das NHL All-Rookie Team der Spielzeit 1990/91 einbrachten. Im folgenden Jahr konnte Hodge aber nicht an die Vorsaison anknüpfen und verbrachte auf Wunsch des Managements ein Viertel der Saison bei den Maine Mariners in der American Hockey League. Im September 1992 trennten sich die Wege zwischen Spieler und Verein nach nur zwei Jahren, als Hodge gemeinsam mit Matt Hervey im Tausch für Darin Kimble zu den Tampa Bay Lightning transferiert wurde.
Auch in Tampa gelang es Hodge nicht seine Rookiesaison zu wiederholen und er absolvierte im Verlauf des Spieljahres lediglich 25 weitere NHL-Partien. Hauptsächlich ging er in der Saison 1992/93 für die Atlanta Knights und San Diego Gulls aufs Eis. Nach der Saison verließ der Angreifer die Lightning und schloss sich im Sommer 1993 als Free Agent den New York Rangers an. Dort spielte er aber lediglich im AHL-Farmteam Binghamton Rangers. In den Folgejahren gelang es Hodge ebenso nicht in die NHL zurückzukehren. Es folgten zwischen 1994 und 1996 einjährige Engagements bei den Kansas City Blades und Minnesota Moose in der IHL, ehe es ihn nach Europa zog.
Hodge wechselte zunächst in die Deutsche Eishockey Liga, wo er sechs Spiele für den EC Ratingen bestritt. Noch in derselben Saison wechselte er allerdings in die britische Ice Hockey Superleague, in der er zwei Jahre für den walisischen Hauptstadtklub Cardiff Devils spielte, mit dem er 1997 den Ligatitel errang. Nach der Spielzeit 1997/98 beendete der Kanadier im Alter von 32 Jahren seine aktive Karriere und zog sich aus dem Profigeschäft zurück.

## Erfolge und Auszeichnungen
| - 1985 Hockey East Rookie of the Year - 1985 Hockey East All-Rookie Team - 1987 Hockey-East-Meisterschaft mit dem Boston College | - 1991 NHL All-Rookie Team - 1997 Meister der Ice Hockey Superleague mit den Cardiff Devils |

## Karrierestatistik
(Legende zur Spielerstatistik: Sp oder GP = absolvierte Spiele; T oder G = erzielte Tore; V oder A = erzielte Assists; Pkt oder Pts = erzielte Scorerpunkte; SM oder PIM = erhaltene Strafminuten; +/− = Plus/Minus-Bilanz; PP = erzielte Überzahltore; SH = erzielte Unterzahltore; GW = erzielte Siegtore; 1 Play-downs/Relegation; Kursiv: Statistik nicht vollständig)